# Boriza trajecta
Boriza trajecta är en fjärilsart som beskrevs av Paul Dognin 1900. Boriza trajecta ingår i släktet Boriza och familjen tandspinnare. Inga underarter finns listade i Catalogue of Life.